# Frederick A. Johnson

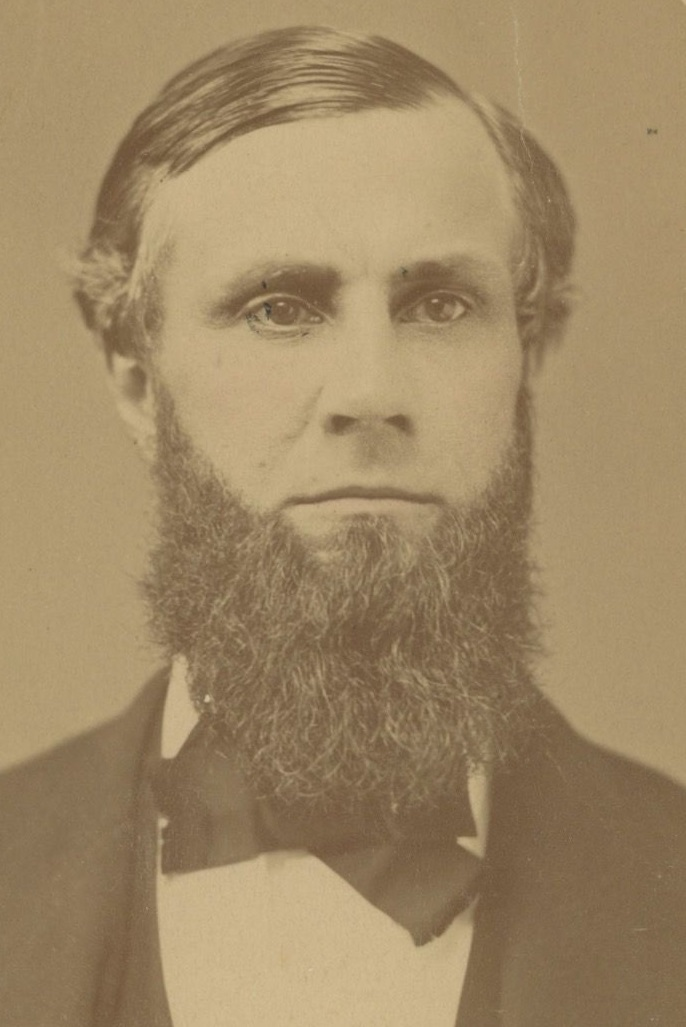
Frederick Avery Johnson

Frederick Avery Johnson (* 2. Januar 1833 in Fort Edward, New York; † 17. Juli 1893 in Glens Falls, New York) war ein US-amerikanischer Politiker. Zwischen 1883 und 1887 vertrat er den Bundesstaat New York im US-Repräsentantenhaus.

## Werdegang
Frederick Avery Johnson besuchte Gemeinschaftsschulen und graduierte an der Glens Falls Academy. Er verfolgte Bank- und Wollgeschäfte in New York City. Dann ging er in Glens Falls Bankgeschäften nach. Er war Präsident der Village von Glens Falls. Politisch gehörte er der Republikanischen Partei an.
Bei den Kongresswahlen des Jahres 1882 für den 48. Kongress wurde Johnson im 18. Wahlbezirk von New York in das US-Repräsentantenhaus in Washington, D.C. gewählt, wo er am 4. März 1883 die Nachfolge von John Hammond antrat. Im Jahr 1884 kandidierte er im 21. Wahlbezirk von New York für den 49. Kongress. Nach einer erfolgreichen Wahl trat er am 4. März 1885 die Nachfolge von George W. Ray an. Da er auf eine erneute Kandidatur im Jahr 1886 verzichtete, schied er nach dem 3. März 1887 aus dem Kongress aus.
Am 17. Juli 1893 starb er in Glens Falls im Warren County und wurde dann auf dem Bay Street Cemetery beigesetzt.